# Yves Mwamba
Pour les articles homonymes, voir Mwamba.
Yves Mwamba est un danseur, chorégraphe congolais (RDC) de la danse contemporaine, metteur en scène, né à Kisangani en 1988,,,.

## Biographie
(mai 2024).
La mise en forme du texte ne suit pas les recommandations de Wikipédia : il faut le « wikifier ».
Les points d'amélioration suivants sont les cas les plus fréquents. Le détail des points à revoir est peut-être précisé sur la page de discussion.
- Les titres sont pré-formatés par le logiciel. Ils ne sont ni en capitales, ni en gras.
- Le texte ne doit pas être écrit en capitales (les noms de famille non plus), ni en gras, ni en italique, ni en « petit »…
- Le gras n'est utilisé que pour surligner le titre de l'article dans l'introduction, une seule fois.
- L'italique est rarement utilisé : mots en langue étrangère, titres d'œuvres, noms de bateaux, etc.
- Les citations ne sont pas en italique mais en corps de texte normal. Elles sont entourées par des guillemets français : « et ».
- Les listes à puces sont à éviter, des paragraphes rédigés étant largement préférés. Les tableaux sont à réserver à la présentation de données structurées (résultats, etc.).
- Les appels de note de bas de page (petits chiffres en exposant, introduits par l'outil «  Source ») sont à placer entre la fin de phrase et le point final[comme ça].
- Les liens internes (vers d'autres articles de Wikipédia) sont à choisir avec parcimonie. Créez des liens vers des articles approfondissant le sujet. Les termes génériques sans rapport avec le sujet sont à éviter, ainsi que les répétitions de liens vers un même terme.
- Les liens externes sont à placer uniquement dans une section « Liens externes », à la fin de l'article. Ces liens sont à choisir avec parcimonie suivant les règles définies. Si un lien sert de source à l'article, son insertion dans le texte est à faire par les notes de bas de page.
- La présentation des références doit suivre les conventions bibliographiques. Il est recommandé d'utiliser les modèles {{Ouvrage}}, {{Chapitre}}, {{Article}}, {{Lien web}} et/ou {{Bibliographie}}. Le mode d'édition visuel peut mettre en forme automatiquement les références.
- Insérer une infobox (cadre d'informations à droite) n'est pas obligatoire pour parachever la mise en page.

Pour une aide détaillée, merci de consulter Aide:Wikification.
Si vous pensez que ces points ont été résolus, vous pouvez retirer ce bandeau et améliorer la mise en forme d'un autre article.
Chorégraphe, danseur et interprète, la passion d’Yves Mwamba pour le mouvement est née dans les rues de Kisangani, au Congo RD, et s’est aiguisée dans le milieu des battles. À 13 ans, il découvre le film Rize de David LaChapelle qui consacre le clowning et le krump en Californie, film qui confirme son envie de s’investir durablement dans la danse. Pionnier de la danse hip hop dans sa ville natale, Yves crée l’association Danckis (« Danseurs Chorégraphes de Kisangani »), qui rassemble plus de 30 groupes de danseue.es de rue et qu’il dirige de 2007 à 2012.
Parallèlement, sa rencontre avec le chorégraphe Faustin Linyekula est décisive. Faustin installe sa compagnie, Les Studios Kabako, à Kisangani, un lieu de transmission qu’il veut ouvert sur la ville et sur le monde. Yves et quinze autres danseurs rejoignent sa formation sur mesure qui dure cinq années. Yves absorbe alors l’univers de la danse contemporaine : mouvement, mise en scène, dramaturgie, auprès de chorégraphes et metteurs en scène internationaux.
En 2011, commence une nouvelle étape de travail, qui le conduit en résidence à Dakar avec la Compagnie Premier Temps sous la direction du chorégraphe Andréya Ouamba et Keith Hennessy. En 2012, Yves crée Juste moi, un solo dans lequel il raconte son expérience ainsi que sa rencontre avec la danse contemporaine, qu’il présente à Kisangani ainsi qu’à Kinshasa lors du festival Connexion Kin.
En 2013, Yves est interprète dans Drums and Digging de Faustin Linyekula ; le spectacle se joue au Festival d’Avignon et au Théâtre de la Ville à Paris ; s’ensuit une tournée européenne pendant deux ans.
Installé en France depuis 2015, Yves multiplie les collaborations avec la Compagnie Kivuko, KMK, les Nouveaux Ballets du Nord-Pas de Calais, (S)-Vrai, les Studios Kabako, les Ateliers Médicis, l’Octogonale, Anaïs Onno, la Compagnie par Terre... Il se consacre à ses projets chorégraphiques et mène en parallèle des ateliers pédagogiques. Il voyage régulièrement au Congo pour différentes collaborations et participations à des festivals pluridisciplinaires KINACT.
Actuellement, Yves joue dans Impression, nouvel accrochage de Herman Diephuis (CCN de Caen en Normandie), et tourne son solo autobiographique Hip-Hop Nakupenda, co-écrit avec Anne Nguyen.
En 2016, il est lauréat de la première édition de Création en cours, programme de soutien aux jeunes artistes porté par les Ateliers Médicis. En 2019, il crée la compagnie Semena (qui signifie
« Rencontre » dans sa langue maternelle, le tshiluba). En 2020, Yves crée sa première pièce chorégraphique Voix intérieures (Manifeste), où il partage la scène avec le guitariste Pytshens Kambilo et l’activiste Rebecca Kabuo, et pour laquelle il est lauréat du programme FoRTE de la région Île de France et de la résidence sur mesure de l’Institut français. À la suite de la crise sanitaire, la tournée de plus de 13 dates se déroule à l’automne 21 (Manège de Reims - Manège, scène nationale, l’Échangeur - CDCN – Hauts-de-France, le Carreau du Temple à Paris, La Friche Belle de Mai dans le cadre du festival Les Rencontres à l’Échelle à Marseille...). Yves prépare actuellement sa prochaine pièce chorégraphique Ce qu’il me reste raconte l’histoire d’une filiation et d’un ancrage pour mieux s’émanciper. Dans ce duo mère-fils, je propose un voyage à partir de la danse du  mutuashi. Ce dialogue intime et politique fait surgir sous le feu des projecteurs ces mouvements qui portent la mémoire de notre pays et plus largement du continent africain.